# Європейська кіноакадемія
Європейська кіноакадемія (англ. European Film Academy, EFA) була заснована 1988 року в Берліні з ініціативи європейських кінорежисерів для пропагування європейського кінематографа у світі. Академія відома своєю щорічною премією «Європейський кіноприз».

## Історія
У 1988 році академію під назвою Європейське кінематографічне товариство офіційно зареєстрував його перший президент, шведський режисер Інгмар Бергман разом з 40 кіновиробниками з усієї Європи з метою сприяння пропагування європейського кінематографічного мистецтва в усьому світі й підтримки інтересів європейського кіновиробництва. Вім Вендерс був обраний першим головою товариства. Перші 15 членів ухвалили рішення про базування академії у Берліні. Двома роками пізніше Європейське кінематографічне товариство було перейменоване на Європейську кіноакадемію яка була зареєстрована як некомерційна організація.
1996 року Інгмар Бергман передав президентство Віму Вендерсу, а новим головою став британський продюсер Нік Пауел. Він був замінений французьким продюсером Гамбертом Бальсеном який був головою з 2003 року і до своєї раптової смерті у 2005.
У грудні 2005 року було обрано нового голову Європейської кіноакадемії — Іва Марміона. Він замінив Ніка Пауелла, який виконував обов'язки після смерті Гумберта Бальсана.
У грудні 2013 року було оголошено нового голову — Агнешку Голанд, яка змінила Іва Маріона з січня 2014.
Рішенням Генеральної Асамблеї кількість членів академії була обмежена числом 99, але пізніше їх кількість постійно зростала і досягла числа 2500 у січні 2012.
7 грудня 2019 року на церемонії нагородження Європейським кінопризом (European Film Award) було оголошено нового голову Європейської кіноакадемії — Майка Дауні. Він замінив Агнєшку Голланд, яка була на цій посаді попередні шість років.
У грудні 2020 року було оголошено нового президента Європейської кіноакадемії — Аґнешку Голанд.
14 березня 2024 Аґнешка Голланд повідомила про те, що залишає посаду президента Європейської кіноакадемії. Її змінить з 1 травня 2024 року Жульєт Бінош.

## Керівництво
Згідно з рішенням Правління Європейської кіноакадемії на виборах 2023 року були обрані представники з 15 регіонів Європи. Реструктуризація відбуватиметься у два етапи. Це дозволить нинішнім членам правління, які обрані у грудні 2022 року на два роки, закінчити свій мандат до кінця 2024 року. Правління Європейської кіноакадемії складається з 19 членів, у тому числі один голова та два заступники, а також представник ромів та саамів. У 2024—2025 роках місце, що представляє членів транснаціонального населення, було виділено режисерам саамі, а у 2026—2027 роках — ромським режисерам.
Повний склад керівництва EFA станом на 11 січня 2024 року:
Президент: Жульєт Бінош (з травня 2024 року)

Директор: Маттійс Вутер Кнол (з січня 2021 року)

Голова Правління: Майк Дауні

Заступники голови: Йоанна Шиманська, Ада Соломон

Члени правління:

З 1 січня 2024 року до 31 грудня 2025 року:

- Даніель Хочевар[sl] ( Албанія,  Боснія і Герцеговина,  Хорватія,  Косово,  Чорногорія,  Північна Македонія,  Сербія,  Словенія)
- Пас Ласаро Баркілья[de] ( Андорра,  Португалія,  Іспанія)
- Гіоргос Карнавас ( Вірменія,  Кіпр,  Грузія,  Греція,  Ізраїль)
- Башак Емре ( Азербайджан,  Палестина,  Туреччина)
- Міра Сталева ( Болгарія,  Молдова,  Румунія)
- Ганка Кастеліцова ( Чехія,  Угорщина,  Словаччина)
- Тіне Клінт ( ДаніяДанія,  Фінляндія,  Гренландія,  Ісландія,  Норвегія,  Швеція)
- Марія Разгуте[en] ( Естонія,  Латвія,  Литва)
- Анне-Лайла Утсі (транснаціональне етнічне представництво — саамське та ромське населення Європи)

з 1 січня 2025 до 31 грудня 2026 року:

- Марія Шрадер[de] ( Австрія,  Німеччина,  Ліхтенштейн,  Швейцарія)
- Марина Софійчук ( Польща,  Україна)
- Гуслагі Маланда[en] ( Франція,  Монако)
- Марія Невіна Сатта ( Італія,  Сан-Марино,  Ватикан)
- Леонтін Петі ( Бельгія,  Люксембург,  Нідерланди)
- Девід Коллінз ( Ірландія,  Велика Британія)

член правління буде обрано до 1 січня 2025 року:

- Невизначено ( Білорусь,  Казахстан,  Росія)

Почесні члени правління: Іштван Сабо, сер Бен Кінгслі.

## Членство в академії
Кількість членів у кожній країні станом на 20 червня 2025 року.
| Країна               | Кількість |
| -------------------- | --------- |
| Німеччина            | 991       |
| Італія               | 465       |
| Велика Британія      | 375       |
| Франція              | 322       |
| Іспанія              | 305       |
| Швейцарія            | 279       |
| Польща               | 256       |
| Нідерланди           | 211       |
| Швеція               | 181       |
| Данія                | 180       |
| Греція               | 179       |
| Австрія              | 143       |
| Україна              | 136       |
| Норвегія             | 120       |
| Туреччина            | 116       |
| Бельгія              | 109       |
| Фінляндія            | 107       |
| Румунія              | 105       |
| Чехія                | 105       |
| Угорщина             | 83        |
| Ізраїль              | 78        |
| Росія                | 77        |
| Ірландія             | 75        |
| Сербія               | 72        |
| Ісландія             | 70        |
| Хорватія             | 69        |
| Болгарія             | 68        |
| Словенія             | 60        |
| Литва                | 52        |
| Португалія           | 44        |
| Словаччина           | 42        |
| Естонія              | 34        |
| Люксембург           | 31        |
| Боснія і Герцеговина | 30        |
| Латвія               | 28        |
| Грузія               | 27        |
| Кіпр                 | 27        |
| Косово               | 24        |
| Азербайджан          | 20        |
| Північна Македонія   | 20        |
| США                  | 17        |
| Чорногорія           | 13        |
| Албанія              | 11        |
| Гренландія           | 11        |
| Палестина            | 10        |
| Вірменія             | 9         |
| Мальта               | 8         |
| Білорусь             | 7         |
| Молдова              | 6         |
| Казахстан            | 3         |
| Австралія            | 2         |
| Андорра              | 1         |
| Гонконг              | 1         |
| Індія                | 1         |
| Канада               | 1         |
| Киргизстан           | 1         |
| Мексика              | 1         |

Серед вимог до прийняття є створення щонайменше трьох повнометражних фільмів (або одного повнометражного для кандидатів, яким не виповнилося 36 років). Щорічний внесок становить 250 євро або 100 євро для тих, кому немає 36 років.

## Європейський кіноприз
Щорічна церемонія нагороджування премією Європейський кіноприз (до 1996 року приз Фелікс) є найголовнішою серед подій організованих академією. Церемонії зазвичай відбувається на початку грудня і відбуваються в різних містах Європи. До номінацій допускаються лише європейські фільми, режисери і т. д. Процедура визначення переможців починається з висунення 40 кандидатів серед яких визначають чотирьох номінантів які оголошуються на початку листопада. Серед номінантів члени академії голосують за переможців які оголошуються на церемоніях нагороджування.